# 第一代编程语言
第一代语言（1GL）或机器语言是一种低级的面向计算机的程序设计语言，使用0和1表示各种命令。
起初，没有为第一代语言使用的编译器或连接器，指令是通过计算机系统开关的面板输入到系统中的。
机器语言的特点是执行速度快，效率高，但是难以学习、记忆和修改，同时它的移植性很差。

## 參看
- 编程语言世代